# Карате клуб Ипон
Карате клуб „Ипон“ је карате клуб из Прњавора. 

## Историјат
Основали су га, маја 1994, Синиша Гатарић и Драган Гајић. Крајем деведесетих година клуб се такмичио у Првој и Другој лиги СРЈ. „Ипон“ је побједник Купа Републике Српске(2004) и двоструки освајач првенства
Републике Српске (2010. и 2012). У избору „Гласа Српске“, најбољим спортистима Републике Српске проглашени су чланови овог клуба Синиша Гатарић (1997) и Наташа Видовић (2015). Међу истакнутијим такмичарима били су још: Бранко Дерајић, Борис Поповић, Душко Симић, Момир Црњак, Драган Миланковић, Саша Гатарић, Синиша Малијевић, Марко Васић. Дугогодишњи тренер је Горан Божић. Клуб организује „Ђурђевдански карате куп“, традиционално такмичење међународног карактера. Године 2021. клуб је имао око 50 чланова, у свим узрасним категоријама.